# Jaime Lusinchi
Jaime Lusinchi GColIH (Clarines, 27 de maio de 1924 - Caracas, 21 de maio de 2014) foi um político venezuelano, médico por profissão, foi presidente da Venezuela, eleito por via direta em 4 de dezembro de 1983 para o quinquênio 1984-1989.

## Primeira época
Jaime Lusinchi, filho de Maria Angélica Lusinchi (de ascendência ítalo-corsa), nasceu em 27 de maio de 1924 em Clarines, no estado de Anzoátegui, no centro-leste da Venezuela. Estudou medicina, especializando-se em pediatria. Iniciou sua carreira política dentro do partido AD (Ação Democrática), elegendo-se, sucessivamente, deputado e senador, até obter a indicação do partido para candidato a Presidente da República nas eleições de 1983. Lusinchi venceu essas eleições obtendo 56,72% dos votos, contra 34,54% do canditado do COPEI (partido então no governo), Rafael Caldera.

## Presidência
O governo de Jaime Lusinchi foi, todavia, um governo instável. Realizou uma política neoliberal e heterodoxa, mas que mantinha o modelo rentista, o que deixou a Venezuela vulnerável às oscilações dos preços internacionais do petróleo. Houve um aprofundamento da corrupção pública e das crises econômica, social e política.
A 21 de janeiro de 1987 recebeu o Grande-Colar da Ordem do Infante D. Henrique de Portugal. Entre 1987 e 1988, seu governo inagurou estações de uma nova linha de metrô em Caracas.
Foi julgado por casos de corrupção relacionados com sua secretária privada, Blanca Ibáñez. A opinião pública venezuelana acusava Blanca Ibáñez de possuir muita influência no governo devido à sua intimidade pessoal com Lusinchi. Apesar de tudo, Lusinchi logrou eleger o seu sucessor, o correligionário Carlos Andrés Pérez, a quem entregou o poder em 1989.
Também esteve implicado na compra de automóveis "jeeps" com fundos da campanha eleitoral da Ação Democrática, e no caso do RECADI (Regime de Câmbio Diferencial).